# GATX
GATX Corporation (NYSE: GATX) er en amerikansk udlejer af rullende materiel med hovedkvarter i Chicago, Illinois. I 2021 ejede de 148.939 godsvogne: 83.959 tankvogne, 64.980 fragtvogne og 645 lokomotiver. Vognene udlejes til olieindustri, kemiindustri, fødevareindustri, mineindustri og transportindustri.
Virksomheden blev etableret som Atlantic Seaboard Dispatch i Chicago, Illinois i 1898 af Max Epstein.